# 佩特森圖
彼得森圖是一个由10个顶点和15条边构成的无向图。其最为人熟知的造型为一个五边形内包含一个五角星。彼得森圖由丹麦哥本哈根大学数学教授Julius Peter Christian Petersen于1898年提出。由于其有趣的性质，它常常用于证明中的例子或反例。

## 性質
- 強正則圖。
- 半徑同直徑均為2。
- 点连通度和线连通度均为3。
- 最大独立集的大小为4。
- 點色數為3，邊色數為4。

交叉數為2

- 非平面圖：子圖含有完全雙分圖{\displaystyle K_{3,3}}的细分，交叉數為2。
- 有哈密頓路徑而無哈密顿圈。
- {\displaystyle K_{5}}的線圖的補圖。

## 最……
- 最小無橋而邊色數大於3的三次圖（立方图）
- 最小無橋而沒有哈密爾頓圈的三次圖
- 最大半徑為2的三次圖
- 最小的hypohamiltonian圖（原本無哈密爾頓圈，但除去任何一個頂點，便可有哈密爾頓圈）
- 最小圍長為5的三次圖（唯一的{\displaystyle (3,5)}-cage graph和唯一的{\displaystyle (3,5)}-Moore graph。）